# Papius
Papius ist ein römischer Gentilname eines ursprünglich samnitischen Geschlechts aus Lanuvium.

## Vertreter
- Gaius Papius: Volkstribun 65 v. Chr., nach ihm benannt die lex Papia.
- Gaius Papius Celsus: in Lanuvium, Vater des Titus Annius Milo
- Gaius Papius Mutilus, Samniter, im Bundesgenossenkrieg einer der italischen Konsuln, von Sulla geschlagen 89 v. Chr. und 82 vor Rom, tötete sich (Livius-Epitome 89).
- Lucius Papius: auf zahlreichen Münzen, Münzmeister ca. 78–76 v. Chr.
- Marcus Papius Mutilus: consul suffectus mit Quintus Poppaeus Secundus am 1. Juli 9 n. Chr., Miteinbringer der lex Papia Poppaea
- Papius: ca. 80 v. Chr., Initiator einer lex Papia zur Zuwahl der Vestalinnen (Gellius 1,12,11f.)
- Papius Brutulus: Samniter, verurteilt, weil er den Waffenstillstand gebrochen, tötete sich selbst 322 v. Chr., um den Römern nicht ausgeliefert zu werden (Livius 8,39).

## Moderne Formen
- (von) Papius wurde auch Johann Hermann Franz von Pape genannt, verewigt von Johann Wolfgang von Goethe als Reichskammergerichtsassessor Sapupi in dessen Drama Götz von Berlichingen
- Palais Papius in Wetzlar, im Jahr 1756 durch den Assessor Johann Hermann Franz von Pape, genannt Papius, erheblich erweitert